# Xã Buffalo, Quận Winnebago, Iowa
Xã Buffalo (tiếng Anh: Buffalo Township) là một xã thuộc quận Winnebago, tiểu bang Iowa, Hoa Kỳ. Năm 2010, dân số của xã này là 1.106 người.